# Tro Bro Leon

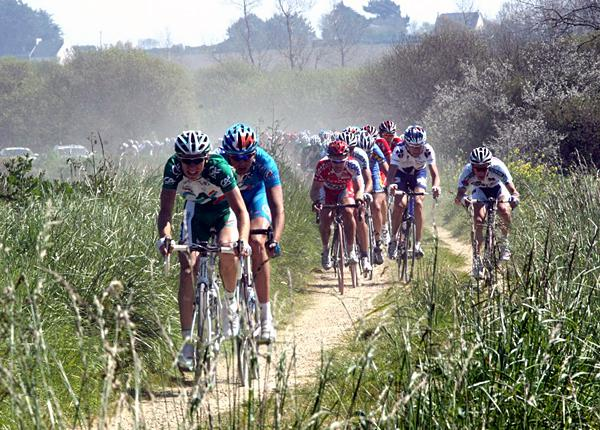
Markvägsavsnitt under loppet 2007.

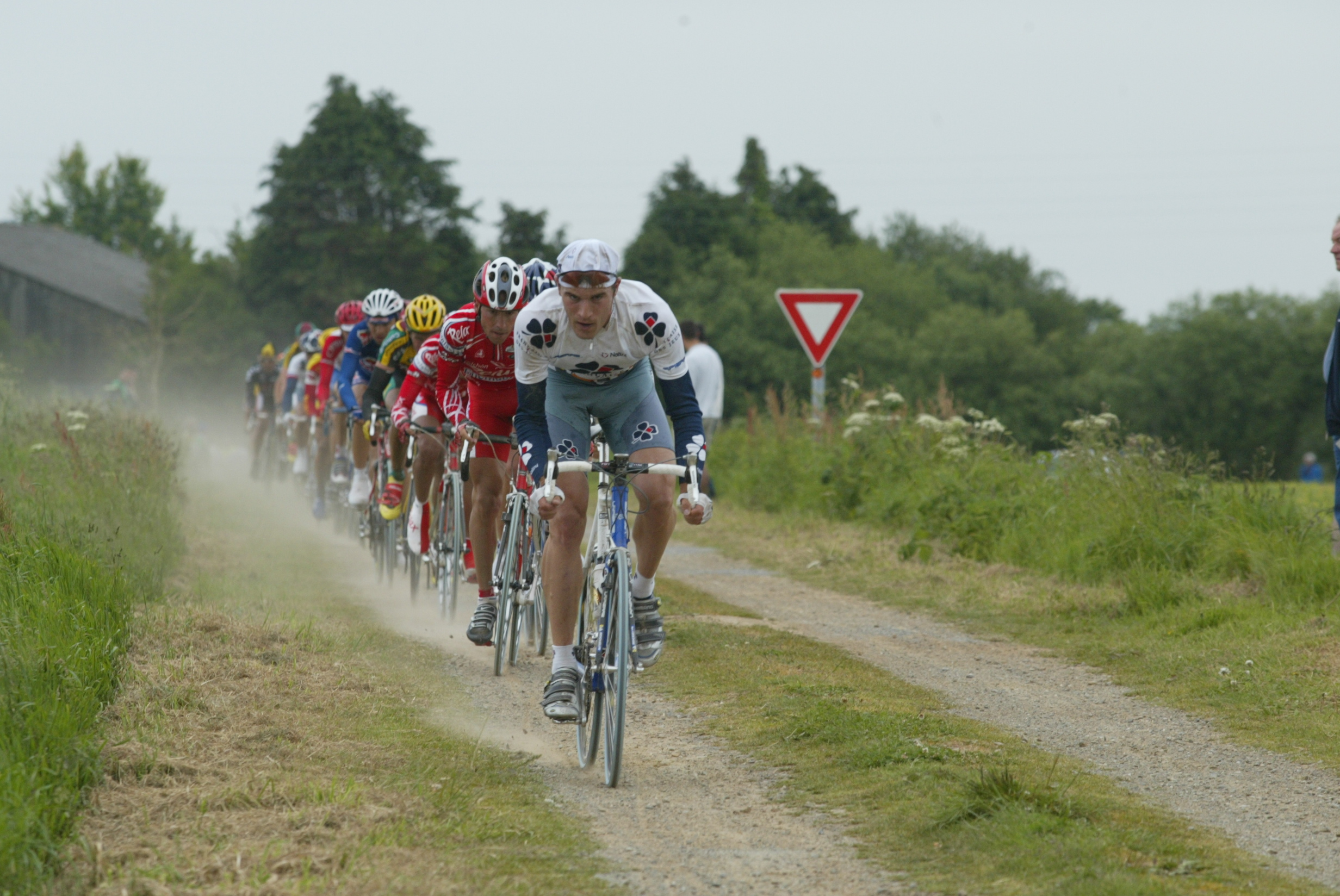
Franck Perque anför en klunga under Tro Bro Leon 2002.

Tro Bro Leon (bretonska för "Pays de Léon runt", det vill säga "Leon-länderna runt", på franska Tour du Pays de Léon) är ett franskt endagslopp i landsvägscykling som avhålls årligen sedan 1984 i departementet Finistère i regionen Bretagne och har start och mål i Lannilis. Det cirka 205 kilometer långa loppet (sträckningen varierar) innehåller ett flertal avsnitt på leriga markvägar, gatsten och grus, och underlaget gör att det kallas för Lilla Paris-Roubaix eller Helvetet i väst (franska:l'Enfer de l'Ouest). Därtill kommer att loppet är ganska backigt (från 1500 till 1800 höjdmeters klättring). Till och med 1998 var det ett amatörlopp, men 1999 öppnades det för professionella. När UCI Europe Tour bildades 2005 inkluderades loppet i denna (kategori 1.1) och när UCI ProSeries skapades 2020 överfördes det dit.
Loppet gick tidigare i april och från 2005 gick Tour du Finistère (också med i Europe Tour från starten av denna samma år) på lördagen och Tro Bro Leon på söndagen samma helg. 2022 flyttades båda loppen till maj så att Tro Bro Leon körs på en söndag och helgen efter körs Tour du Finistère och Boucles de l'Aulne (som också körs i Finistère och ingår i Europe Tour).

## Podieplaceringar
2020 ställdes loppet in på grund av Coronapandemin.
| År             | Vinnare              | Tvåa                 | Trea                         |          |
| -------------- | -------------------- | -------------------- | ---------------------------- | -------- |
| Amatörer       |                      |                      |                              |          |
| 1984           | Bruno Chemin         | Jean-Jacques Lamour  | Marcel Richeux               |          |
| 1985           | Bruno Chemin         | Hubert Graignic      | Dominique Le Bon             |          |
| 1986           | Philippe Dalibard    | Jean-Jacques Lamour  | Marc Hibou                   |          |
| 1987           | Dominique Le Bon     | Philippe Beau        | Jean-Jacques Lamour          |          |
| 1988           | Philippe Dalibard    | Stéphane Piriac      | Dominique Le Bon             |          |
| 1989           | Philippe Dalibard    | Serge Oger           | Bertrand Sourget             |          |
| 1990           | Marc Hibou           | Philippe Dalibard    | Emmanuel Mallet              |          |
| 1991           | William Milloux      | Loïc Le Flohic       | Xavier Brissaud              |          |
| 1992           | Jaan Kirsipuu        | Jean-Louis Conan     | Jean-Marc Barbé              |          |
| 1993           | Jean-Philippe Rouxel | Michel Lallouët      | Francis Urien                |          |
| 1994           | Stéphane Pétilleau   | Serge Oger           | Jean-Jacques Lamour          |          |
| 1995           | Camille Coualan      | Philippe Le Barbier  | Sylvain Desbois              |          |
| 1996           | Thierry Bricaud      | Francis Urien        | Walter Bénéteau              |          |
| 1997           | Frédéric Delalande   | Jean-Philippe Rouxel | Franck Laurance              |          |
| 1998           | Frédéric Delalande   | Francis Urien        | Jean-Michel Thilloy          |          |
| Professionella |                      |                      |                              |          |
| 1999           | Jean-Michel Thilloy  | Ludovic Capelle      | Ludovic Auger                |          |
| 2000           | Jo Planckaert        | Samuel Sánchez       | Ludovic Capelle              |          |
| 2001           | Jacky Durand         | Erwin Thijs          | Eddy Lembo                   |          |
| 2002           | Baden Cooke          | Walter Bénéteau      | Sébastien Hinault            |          |
| 2003           | Samuel Dumoulin      | Philippe Gilbert     | Didier Rous                  |          |
| 2004           | Samuel Dumoulin      | Christophe Mengin    | Bert Scheirlinckx            |          |
| 2005           | Tristan Valentin     | Cédric Coutouly      | Michail Viktorovich Timoshin |          |
| 2006           | Mark Renshaw         | Aljaksandr Usaŭ      | Jean-Patrick Nazon           |          |
| 2007           | Saïd Haddou          | Sébastien Chavanel   | Christophe Diguet            |          |
| 2008           | Frédéric Guesdon     | Maxim Gourov         | Julien Belgy                 |          |
| 2009           | Saïd Haddou          | Stéphane Bonsergent  | Lilian Jégou                 |          |
| 2010           | Jérémy Roy           | Renaud Dion          | Lloyd Mondory                |          |
| 2011           | Vincent Jérôme       | Will Routley         | Arnold Jeannesson            |          |
| 2012           | Ryan Roth            | Benoît Jarrier       | Guillaume Boivin             |          |
| 2013           | Francis Mourey       | Johan Le Bon         | Anthony Geslin               |          |
| 2014           | Adrien Petit         | Flavien Dassonville  | Cédric Pineau                |          |
| 2015           | Alexandre Geniez     | Benoît Jarrier       | Florian Sénéchal             |          |
| 2016           | Martin Mortensen     | Peter Williams       | Florian Vachon               |          |
| 2017           | Damien Gaudin        | Frederik Backaert    | Benjamin Giraud              |          |
| 2018           | Christophe Laporte   | Damien Gaudin        | Jelle Mannaerts              |          |
| 2019           | Andrea Vendrame      | Baptiste Planckaert  | Emil Vinjebo                 |          |
| 2020           | inställt             | inställt             | inställt                     | inställt |
| 2021           | Connor Swift         | Piet Allegaert       | Baptiste Planckaert          |          |
| 2022           | Hugo Hofstetter      | Luca Mozzato         | Connor Swift                 |          |
| 2023           | Giacomo Nizzolo      | Arnaud De Lie        | Nils Eekhoff                 |          |
| 2024           | Arnaud De Lie        | Clément Venturini    | Pierre Gautherat             |          |
| 2025           | Bastien Tronchon     | Pierre Gautherat     | Valentin Madouas             |          |